# Уайт Сълфъл Спрингс
Уайт Сълфъл Спрингс (на английски: White Sulphur Springs) е град в окръг Мигър, щата Монтана, САЩ. Уайт Сълфъл Спрингс е с население от 984 жители (2000) и обща площ от 2,4 km². Намира се на 1537 m надморска височина. ЗИП кодът му е 59645, а телефонният му код е 406.